# خوزه گواردیولا
خوزه گواردیولا (به انگلیسی: José Guardiola) (زاده ۲۲ اکتبر ۱۹۳۰-درگذشته ۹ آوریل ۲۰۱۲) خواننده اسپانیایی بود.
او نماینده اسپانیا در یوروویژن ۱۹۶۳ بود.